# John Baptista Ashe (delegato)
John Baptista Ashe (Rocky Point, 1748 – Halifax, 27 novembre 1802) è stato un militare e politico statunitense, noto per essere uno dei fondatori degli Stati Uniti d'America, nonché uomo di stato della Carolina del Nord.

## Biografia
Colonnello nel Continental Army, era presente a Valley Forge, e combatté nella Battaglia di Eutaw Springs. Fu un delegato al Congresso Continentale nel 1787, e un rappresentante alla Camera dei Rappresentanti degli Stati Uniti dal 1790 al 1793, quando ritornò all'agricoltura.
Nel 1802 venne eletto governatore della Carolina del Nord, ma morì prima di assumere l'incarico.
Il suo omonimo e nipote partecipò al Congresso degli Stati Uniti come rappresentante del Tennessee.